# Nolina texana
Nolina texana es una especie de planta con rizoma perteneciente a la familia de las asparagáceas. Es originaria de  Norteamérica.

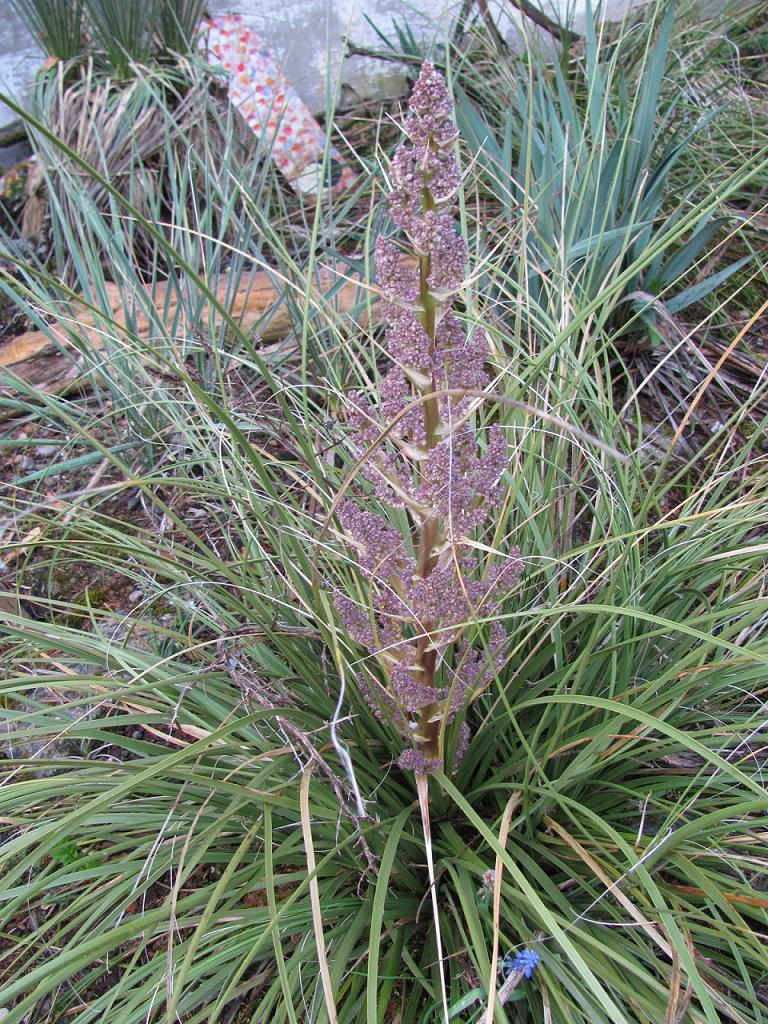
Detalle de la inflorescencia

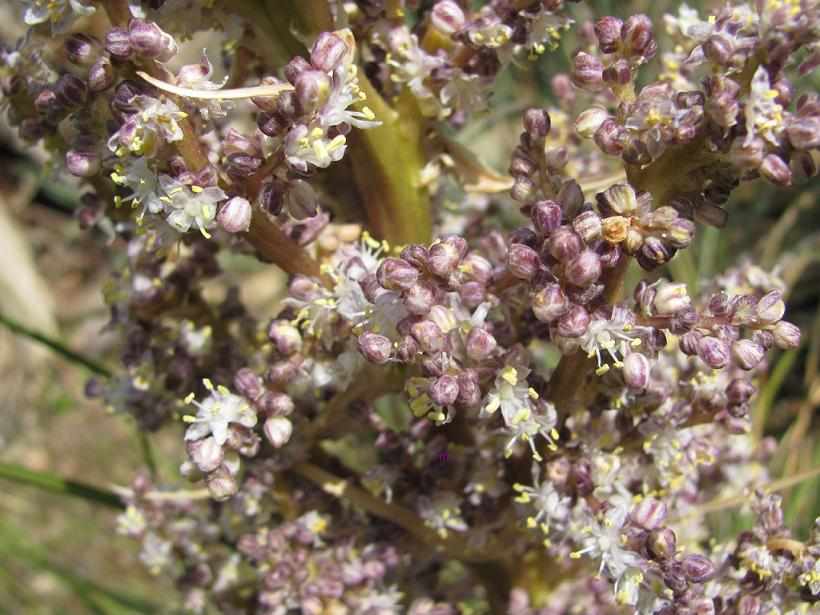
Con flores

## Descripción
Es una planta casi sin tallo, que  forma grupos de  1 a 1,5 m de diámetro. Las hojas son herbáceas de color verde fuerte, con tonos de color amarillo, cóncavo-convexas, cayendo al suelo, miden de 80 a 140 cm de largo y 2-4 mm de ancho. Los márgenes de las hojas son suaves, rara vez dentados. La inflorescencia ramificada es de 0,3 y 0,6 metros de largo. Las flores de color blanco (rara vez de color rosa) son de 2 a 3,5 mm de largo. El período de floración se extiende de abril a mayo. El fruto es una cápsula leñosa de 4 a 5.5 mm de largo y de ancho. Las semillas son esféricas de 2,5 a 4 mm de diámetro. Nolina texana es  resistente a las heladas de a menos 20 °C.

## Distribución y hábitat
Nolina texana se encuentra en los estados de EE. UU. de Texas, y Nuevo México, donde es común a una altitud  de 200-1700 metros. Crece en prados, en terrenos pedregosos y colinas bajas. Está asociada con Nolina lindheimeriana, Yucca rupicola, y el híbrido natural  Yucca × keithii.
Nolina texana es un miembro de la Sección Erumpentes. Está generalizada. El área de distribución se extiende desde el oeste de la Meseta de Edwards por la región Trans-Pecos en Texas , hasta el centro de Nuevo México. La apariencia es similar a Nolina greenei, sin embargo, Nolina greenei tiene una inflorescencia más larga y ramificada.

## Taxonomía
Nolina texana fue descrita por Sereno Watson y publicado en Proceedings of the American Academy of Arts and Sciences 14: 248, en el año 1879.
Etimología
Nolina: nombre genérico otorgado en honor del botánico francés  Abbé P. C. Nolin, coautor del trabajo publicado 1755 Essai sur l'agricultura moderne.
texana: epíteto geográfico que alude a su localización en Texas.
|Sinonimia
- Beaucarnea texana (S.Watson) Baker
- Nolina affinis Trel.
- Nolina erumpens var. compacta Trel.
- Nolina texana var. compacta (Trel.) I.M.Johnst.[2]